# Perełumie
Perełumie (biał. Пералум’е, Pierałumje; ros. Перелумье, Pieriełumje) – wieś na Białorusi, w obwodzie brzeskim, w rejonie żabineckim, w sielsowiecie Oziaty, przy bagnie Podlipie.
W dwudziestoleciu międzywojennym wieś leżała w Polsce, w województwie poleskim, w powiecie kobryńskim.